# رومن سانس
رومن سانس (انگلیسی: Romain Sans؛ زادهٔ ۱۹ مارس ۱۹۹۹) بازیکن فوتبال است.
از باشگاه‌هایی که در آن بازی کرده‌است می‌توان به باشگاه فوتبال سوشو اشاره کرد.